# 難敵

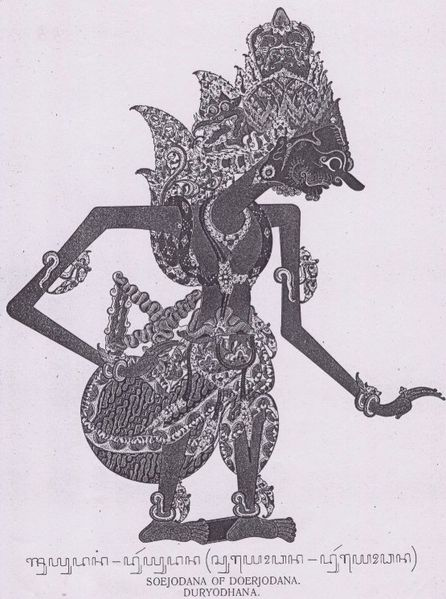
印尼哇扬皮影偶戏中的难敌形象

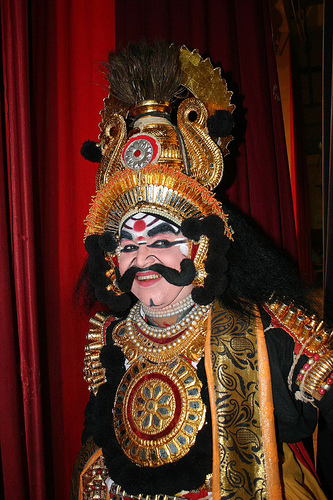
戏剧中的难敌（卡纳塔克邦）

難敵，有时也被称作善敌（सुयोधन），印度史诗《摩诃婆罗多》中的主要人物之一，也是关键的反面人物。为了争夺俱卢的继承权，他多次使用奸计迫害其堂兄弟般度五子，最终引发俱盧大戰，战败身亡。在印度一般被认为是一个典型的邪恶人物，但在印度北阿坎德邦依然存在供奉难敌为神明的庙宇。

## 生平简介
难敌的父亲持國是俱卢国王奇武的長子，但是天生双目失明不能继承王位，由其弟般度灌顶登基。而后般度遭到仙人诅咒主动退位，进入森林修行，最后死在森林中。持国因此接受王位成为俱卢国王。難敵的母親甘陀莉是犍陀罗公主，蒙岛生仙人毗耶娑赐福将育有百子，在经过两年多的怀胎后生下一个肉团。她本想将这个肉团扔掉，毗耶娑仙人出现并阻止了她。他將肉團分為一百零一份，装在盛满清奶油的罐子里。一段时间後，从罐子中生出了一百个男孩和一个女孩，难敌是他们之中最年长的。
难敌是迦利的化身，是众提迭和檀那婆的首领，为了在大地上制造纷争而降世。难敌刚一出生就发出驴一样的哭声，当他的父亲持国王向智者询问自己的儿子是否也拥有王位的继承权时，生灵发出哀嚎，大地上出现种种凶兆。于是维度罗建议持国将这一个儿子舍弃，以保全整个家族避免将来可能发生的灾难。但是持国出于对儿子的爱没有这样做。
尽管难敌是持国的长子，但前任国王般度在林居期间育有五子，其中长子坚战年长于难敌，次子怖军与难敌同一天出生。他们在般度死后回到俱卢的首都象城，并在后来的成长中展现出远远超越持国百子的品质与能力，被民众认为是俱卢的正统继承人。難敵由于不能繼承王位，因此非常妒忌五位堂兄弟，多次使用阴谋加害他們，曾试图用下毒、溺毙等手段暗杀怖軍，又建造容易燃烧的紫胶宫意图烧死他们。五子死里逃生后，在般遮罗国的选婿大会上赢得了黑公主，后来在持国与俱卢长老毗湿摩的主持下，分得了一半国土。
儘管已确定象城继承权的难敌仍不满足，依旧忌恨发扬壮大的五子。他策划奸计诱使五子在赌博中输掉国土和财富，并当众羞辱他们的妻子黑公主，又逼迫他们进入森林居住十二年，并在第十三年时隐居起来不能被发现。十三年期满后，五子决定反击，要求难敌归还属于自己的国土，遭到难敌拒绝，双方展开了震动整个婆罗多世界的俱盧大戰。由難敵帶領的俱盧族最終被击敗，难敌在与怖军的最后对战中被怖军以非法的手段打断双腿，战败而死。
王位最终回到般度族的手上。而难敌因为临终前作战英勇，灵魂升入了天国。

## 家庭成员
难敌的妻子是羯陵迦国的公主，花钏王的女儿。难敌在参加她的选婿大会时，并没有受到少女的青睐，于是愤然决定用武力抢走新娘。与他同去的迦尔纳，帮他击败了其它前来参加选婿的国王，令难敌得以成功抱得美人归。难敌与妻子生有一子罗奇蛮（Laxman），他在俱卢之战的第十三天，围攻阿周那之子激昂的战斗中，遭激昂杀死。此外，在一些史诗之外的传说中，难敌还有一位与罗奇蛮孪生的女儿Lakshmana，在选婿大会上被奎师那的儿子商波抢走并嫁给了他。在跋娑的梵剧《断股》中，虚构了难敌的另一个年幼的儿子Durjay，在难敌死后被马嘶拥立为王。

## 其他形象
印度古代剧作家跋娑创作的梵剧《断股》取材自《摩诃婆罗多》中难敌与怖军的杵战决斗的故事，该剧以难敌为主视角，煽情描写了他在被怖军以非法方式击败后的与父母、妻儿、朋友告别的场景。剧中难敌被塑造成一个带有英雄色彩的悲剧人物，他坦言自己过往的恶行，接受自自己如今的结局，并且阻止持犁罗摩惩罚不遵守战斗规则的怖军。

## 文化影響
- 日本手機遊戲《Fate/Grand Order》中，作為4星Berserker出場。配音員︰藤沼建人。[1]

### 註腳
1. ↑  . ファミ通.com. 2023-06-18  [2023-06-18]. （原始内容存档于2023-06-29） （日语）.

### 文獻
- 《摩訶婆羅多》全譯本（共六冊），黃寶生、金克木、趙國華、席必莊 等譯，中國社會科學出版社2005年12月初版，ISBN 7-5004-5246-2